# Élections départementales de 2015 dans la Marne
Les élections départementales ont lieu les 22 et 29 mars 2015.

## Contexte départemental

### Assemblée départementale sortante
Avant les élections, le Conseil général de la Marne est présidé par René-Paul Savary (UMP). Il comprend 44 conseillers généraux issus des 44 cantons de la Marne. Après le redécoupage cantonal de 2014, ce sont 46 conseillers départementaux qui seront élus au sein des 23 nouveaux cantons de la Marne.
| Parti                                | Sigle | Sigle | Élus |
| ------------------------------------ | ----- | ----- | ---- |
| Majorité (25 sièges)                 |       |       |      |
| Union pour un mouvement populaire    |       | UMP   | 14   |
| Divers droite                        |       | DVD   | 5    |
| Union des démocrates et indépendants |       | UDI   | 4    |
| Parti chrétien démocrate             |       | PCD   | 2    |
| Opposition (17 sièges)               |       |       |      |
| Parti socialiste                     |       | PS    | 13   |
| Divers gauche                        |       | DVG   | 3    |
| Europe Écologie Les Verts            |       | EELV  | 1    |
| Non-inscrits (2 sièges)              |       |       |      |
| Sans étiquette                       |       | SE    | 2    |
| Président du conseil général         |       |       |      |
| René-Paul Savary (UMP)               |       |       |      |

### Assemblée départementale élue
| Parti                                | Sigle | Sigle | Élus |
| ------------------------------------ | ----- | ----- | ---- |
| Majorité (34 sièges)                 |       |       |      |
| Union pour un mouvement populaire    |       | UMP   | 24   |
| Union des démocrates et indépendants |       | UDI   | 8    |
| Divers droite                        |       | DVD   | 1    |
| Parti chrétien démocrate             |       | PCD   | 1    |
| Opposition (12 sièges)               |       |       |      |
| Parti socialiste                     |       | PS    | 8    |
| Europe Écologie Les Verts            |       | EELV  | 2    |
| Front national                       |       | FN    | 2    |
| Président du conseil départemental   |       |       |      |
| René-Paul Savary (UMP)               |       |       |      |

## Résultats à l'échelle du département

### Résultats par nuances du ministère de l'Intérieur
Les nuances utilisées par le ministère de l'Intérieur ne tiennent pas compte des alliances locales.
| Binômes     | Binômes            | Premier tour | Premier tour | Second tour | Second tour | Sièges |
| Binômes     | Binômes            | Voix         | %            | Voix        | %           | Sièges |
| ----------- | ------------------ | ------------ | ------------ | ----------- | ----------- | ------ |
|             | UMP                | 40 042       | 22,61        | 49 740      | 30,59       | 20     |
|             | Union de la droite | 18 638       | 10,53        | 17 613      | 10,83       | 8      |
|             | DVD                | 8 013        | 4,53         | 7 660       | 4,71        | 2      |
|             | UDI                | 4 714        | 2,66         | 8 744       | 5,38        | 4      |
| Droite      | Droite             | 71 407       | 40,33        | 83 757      | 51,51       | 34     |
|             |                    |              |              |             |             |        |
|             | FN                 | 56 509       | 31,91        | 54 638      | 33,60       | 2      |
|             |                    |              |              |             |             |        |
|             | PS                 | 26 931       | 15,21        | 24 221      | 14,89       | 10     |
|             | PCF                | 11 553       | 6,52         |             |             |        |
|             | DVG                | 5 719        | 3,23         |             |             |        |
|             | EÉLV               | 3 421        | 1,93         |             |             |        |
| Gauche      | Gauche             | 47 624       | 26,89        | 24 221      | 14,89       | 10     |
|             |                    |              |              |             |             |        |
|             | Divers             | 1 528        | 0,86         |             |             |        |
|             |                    |              |              |             |             |        |
| Inscrits    | Inscrits           | 379 081      | 100,00       | 360 109     | 100,00      |        |
| Abstentions | Abstentions        | 193 601      | 51,07        | 184 872     | 51,34       |        |
| Votants     | Votants            | 185 480      | 48,93        | 175 237     | 48,66       |        |
| Blancs      | Blancs             | 5 566        | 3,00         | 9 020       | 5,15        |        |
| Nuls        | Nuls               | 2 846        | 1,53         | 3 601       | 2,05        |        |
| Exprimés    | Exprimés           | 177 068      | 95,46        | 162 616     | 92,80       |        |

### Résultats par canton
| Canton                                        | Conseiller sortant   | Parti                 | Parti       | Conseiller élu           | Parti           | Parti           |
| --------------------------------------------- | -------------------- | --------------------- | ----------- | ------------------------ | --------------- | --------------- |
| Anglure                                       | Daniel Grosbety*     |                       | PS          | Canton supprimé          | Canton supprimé | Canton supprimé |
| Argonne Suippe et Vesle                       | Canton créé          | Canton créé           | Canton créé | Thierry Bussy            |                 | UMP             |
| Argonne Suippe et Vesle                       | Canton créé          | Canton créé           | Canton créé | Valérie Morand           |                 | UMP             |
| Avize                                         | Pascal Desautels     |                       | UDI         | Canton supprimé          | Canton supprimé | Canton supprimé |
| Ay                                            | Dominique Lévèque    |                       | PS          | Canton supprimé          | Canton supprimé | Canton supprimé |
| Beine-Nauroy                                  | Alphonse Schwein     |                       | PCD         | Canton supprimé          | Canton supprimé | Canton supprimé |
| Bourgogne                                     | Éric Kariger         |                       | DVD         | Monique Dorgueille       |                 | UMP             |
| Bourgogne                                     | Éric Kariger         | Éric Kariger          | DVD         |                          | UMP             |                 |
| Châlons-en-Champagne-1                        | Jean-Louis Devaux    |                       | UMP         | Dominique Determ         |                 | EELV            |
| Châlons-en-Champagne-1                        | Jean-Louis Devaux    | Rudy Namur            | UMP         |                          | PS              |                 |
| Châlons-en-Champagne-2                        | Rudy Namur           |                       | PS          | Jean-Louis Devaux        |                 | UMP             |
| Châlons-en-Champagne-2                        | Rudy Namur           | Lise Magnier          | PS          |                          | UMP             |                 |
| Châlons-en-Champagne-3                        | Alain Biaux*         |                       | EELV        | Frédérique Schulthess    |                 | UDI             |
| Châlons-en-Champagne-3                        | Alain Biaux*         | Julien Valentin       | EELV        |                          | UMP             |                 |
| Châlons-en-Champagne-4                        | Pierre Faynot*       |                       | PCD         | Canton supprimé          | Canton supprimé | Canton supprimé |
| Châtillon-sur-Marne                           | Françoise Férat      |                       | UDI         | Canton supprimé          | Canton supprimé | Canton supprimé |
| Dormans                                       | Christian Bruyen     |                       | DVD         | Canton supprimé          | Canton supprimé | Canton supprimé |
| Dormans-Paysages de Champagne                 | Canton créé          | Canton créé           | Canton créé | Christian Bruyen         |                 | UMP             |
| Dormans-Paysages de Champagne                 | Canton créé          | Canton créé           | Canton créé | Françoise Férat          |                 | UDI             |
| Écury-sur-Coole                               | Daniel Collard*      |                       | DVD         | Canton supprimé          | Canton supprimé | Canton supprimé |
| Épernay-1                                     | Benoît Moittié       |                       | UMP         | Marie-Christine Bression |                 | EELV            |
| Épernay-1                                     | Benoît Moittié       | Dominique Leveque     | UMP         |                          | PS              |                 |
| Épernay-2                                     | Daniel Lemaire*      |                       | DVG         | Benoît Moittié           |                 | UMP             |
| Épernay-2                                     | Daniel Lemaire*      | Sophie Signolle-Gonet | DVG         |                          | UMP             |                 |
| Esternay                                      | Patrice Valentin*    |                       | UMP         | Canton supprimé          | Canton supprimé | Canton supprimé |
| Fère-Champenoise                              | Gérard Gorisse*      |                       | DVD         | Canton supprimé          | Canton supprimé | Canton supprimé |
| Fismes                                        | Jean-Pierre Pinon    |                       | PS          | Canton supprimé          | Canton supprimé | Canton supprimé |
| Fismes-Montagne de Reims                      | Canton créé          | Canton créé           | Canton créé | Cécile Conreau           |                 | UMP             |
| Fismes-Montagne de Reims                      | Canton créé          | Canton créé           | Canton créé | Philippe Salmon          |                 | UMP             |
| Givry-en-Argonne                              | Françoise Duchein*   |                       | UMP         | Canton supprimé          | Canton supprimé | Canton supprimé |
| Heiltz-le-Maurupt                             | Charles de Courson   |                       | UDI         | Canton supprimé          | Canton supprimé | Canton supprimé |
| Marson                                        | Hubert Arrouart*     |                       | UDI         | Canton supprimé          | Canton supprimé | Canton supprimé |
| Montmirail                                    | Bernard Doucet*      |                       | UMP         | Canton supprimé          | Canton supprimé | Canton supprimé |
| Montmort-Lucy                                 | Olivette Barré*      |                       | SE          | Canton supprimé          | Canton supprimé | Canton supprimé |
| Mourmelon-Vesle et Monts de Champagne         | Canton créé          | Canton créé           | Canton créé | Sylvie Gérard-Maizières  |                 | UMP             |
| Mourmelon-Vesle et Monts de Champagne         | Canton créé          | Canton créé           | Canton créé | Alphonse Schwein         |                 | PCD             |
| Reims-1                                       | Jean-Pierre Fortuné  |                       | UMP         | Stéphane Lang            |                 | UMP             |
| Reims-1                                       | Jean-Pierre Fortuné  | Stéfana Vuibert       | UMP         |                          | UMP             |                 |
| Reims-2                                       | Francis Falala*      |                       | DVD         | Hadhoum Belaredj-Tunc    |                 | PS              |
| Reims-2                                       | Francis Falala*      | Christian Bondza      | DVD         |                          | PS              |                 |
| Reims-3                                       | Alexandre Tunc       |                       | PS          | Zara Pince               |                 | PS              |
| Reims-3                                       | Alexandre Tunc       | Albain Tchignoumba    | PS          |                          | PS              |                 |
| Reims-4                                       | Sabrina Ghallal      |                       | PS          | Kim Duntze               |                 | UMP             |
| Reims-4                                       | Sabrina Ghallal      | Jean-Pierre Fortuné   | PS          |                          | UMP             |                 |
| Reims-5                                       | Éric Quénard*        |                       | PS          | Raphaël Blanchard        |                 | UMP             |
| Reims-5                                       | Éric Quénard*        | Amélie Savart         | PS          |                          | UMP             |                 |
| Reims-6                                       | Arnaud Robinet*      |                       | UMP         | Mario Rossi              |                 | UDI             |
| Reims-6                                       | Arnaud Robinet*      | Marie Simon Depaquy   | UMP         |                          | UDI             |                 |
| Reims-7                                       | Jean Marx            |                       | PS          | Laure Miller             |                 | UMP             |
| Reims-7                                       | Jean Marx            | Vincent Verstraete    | PS          |                          | UDI             |                 |
| Reims-8                                       | Alain Lescouet       |                       | DVG         | Marie-Noëlle Gabet       |                 | PS              |
| Reims-8                                       | Alain Lescouet       | Jean Marx             | DVG         |                          | PS              |                 |
| Reims-9                                       | Virginie Coez*       |                       | PS          | Marie-Thérèse Picot      |                 | UMP             |
| Reims-9                                       | Virginie Coez*       | Jean-Marc Roze        | PS          |                          | UMP             |                 |
| Reims-10                                      | Stéphane Rummel*     |                       | PS          | Canton supprimé          | Canton supprimé | Canton supprimé |
| Saint-Remy-en-Bouzemont-Saint-Genest-et-Isson | Jean-Pierre Bouquet* |                       | PS          | Canton supprimé          | Canton supprimé | Canton supprimé |
| Sainte-Menehould                              | Olivier Aimont       |                       | SE          | Canton supprimé          | Canton supprimé | Canton supprimé |
| Sermaize-les-Bains                            | Canton créé          | Canton créé           | Canton créé | Charles de Courson       |                 | UDI             |
| Sermaize-les-Bains                            | Canton créé          | Canton créé           | Canton créé | Florence Loiselet        |                 | DVD             |
| Sézanne                                       | René-Paul Savary     |                       | UMP         | Canton supprimé          | Canton supprimé | Canton supprimé |
| Sézanne-Brie et Champagne                     | Canton créé          | Canton créé           | Canton créé | Cécile Conreau           |                 | UMP             |
| Sézanne-Brie et Champagne                     | Canton créé          | Canton créé           | Canton créé | Philippe Salmon          |                 | UMP             |
| Sompuis                                       | Claude Paul*         |                       | UMP         | Canton supprimé          | Canton supprimé | Canton supprimé |
| Suippes                                       | Agnès Person*        |                       | UMP         | Canton supprimé          | Canton supprimé | Canton supprimé |
| Thiéblemont-Farémont                          | Bruno Botella*       |                       | DVG         | Canton supprimé          | Canton supprimé | Canton supprimé |
| Vertus                                        | Pascal Perrot*       |                       | UMP         | Canton supprimé          | Canton supprimé | Canton supprimé |
| Vertus-Plaine Champenoise                     | Canton créé          | Canton créé           | Canton créé | Annie Coulon             |                 | UDI             |
| Vertus-Plaine Champenoise                     | Canton créé          | Canton créé           | Canton créé | Pascal Desautels         |                 | UDI             |
| Verzy                                         | Alain Toullec        |                       | UMP         | Canton supprimé          | Canton supprimé | Canton supprimé |
| Ville-en-Tardenois                            | Michel Caquot*       |                       | UMP         | Canton supprimé          | Canton supprimé | Canton supprimé |
| Ville-sur-Tourbe                              | Bernard Rocha*       |                       | UMP         | Canton supprimé          | Canton supprimé | Canton supprimé |
| Vitry-le-François-Champagne et Der            | Canton créé          | Canton créé           | Canton créé | Michel Beneton           |                 | FN              |
| Vitry-le-François-Champagne et Der            | Canton créé          | Canton créé           | Canton créé | Édith Erre               |                 | FN              |
| Vitry-le-François-Est                         | Marianne Dorémus     |                       | PS          | Canton supprimé          | Canton supprimé | Canton supprimé |
| Vitry-le-François-Ouest                       | Thierry Mouton       |                       | PS          | Canton supprimé          | Canton supprimé | Canton supprimé |

## Résultats par canton

### Canton d'Argonne Suippe et Vesle
| Candidats            | Candidats            | Partis      | Partis      | Premier tour | Premier tour | Second tour | Second tour |
| Candidats            | Candidats            | Partis      | Partis      | Voix         | %            | Voix        | %           |
| -------------------- | -------------------- | ----------- | ----------- | ------------ | ------------ | ----------- | ----------- |
| 1                    | Ghislain Mulot       |             | FN          | 2 446        | 28,78        | 2 654       | 29,94       |
| 1                    | Régine Picard        |             | FN          | 2 446        | 28,78        | 2 654       | 29,94       |
| 2                    | Brigitte Chocardelle |             | DVD         | 2 237        | 26,32        | 2 825       | 31,87       |
| 2                    | Bertrand Courot      |             | UDI         | 2 237        | 26,32        | 2 825       | 31,87       |
| 3                    | Olivier Aimont*      |             | SE          | 1 528        | 17,98        |             |             |
| 3                    | Martine Grégoire     |             | SE          | 1 528        | 17,98        |             |             |
| 4                    | Thierry Bussy        |             | UMP         | 2 288        | 26,92        | 3 386       | 38,20       |
| 4                    | Valérie Morand       |             | UMP         | 2 288        | 26,92        | 3 386       | 38,20       |
|                      |                      |             |             |              |              |             |             |
| Inscrits             | Inscrits             | Inscrits    | Inscrits    | 16 771       | 100,00       | 16 766      | 100,00      |
| Abstentions          | Abstentions          | Abstentions | Abstentions | 7 851        | 46,81        | 7 467       | 44,54       |
| Votants              | Votants              | Votants     | Votants     | 8 920        | 53,19        | 9 299       | 55,46       |
| Blancs               | Blancs               | Blancs      | Blancs      | 282          | 3,16         | 311         | 3,34        |
| Nuls                 | Nuls                 | Nuls        | Nuls        | 139          | 1,56         | 123         | 1,32        |
| Exprimés             | Exprimés             | Exprimés    | Exprimés    | 8 499        | 95,28        | 8 865       | 95,33       |
| * conseiller sortant |                      |             |             |              |              |             |             |

### Canton de Bourgogne
| Candidats            | Candidats          | Partis      | Partis      | Premier tour | Premier tour | Second tour | Second tour |
| Candidats            | Candidats          | Partis      | Partis      | Voix         | %            | Voix        | %           |
| -------------------- | ------------------ | ----------- | ----------- | ------------ | ------------ | ----------- | ----------- |
| 1                    | Maryse Ladiesse    |             | PS          | 1 334        | 13,31        |             |             |
| 1                    | Raymond Paillard   |             | PS          | 1 334        | 13,31        |             |             |
| 2                    | Monique Dorgueille |             | UMP         | 4 870        | 48,58        | 6 343       | 65,98       |
| 2                    | Éric Kariger*      |             | UMP         | 4 870        | 48,58        | 6 343       | 65,98       |
| 3                    | Francine Girard    |             | PCF         | 664          | 6,62         |             |             |
| 3                    | Jean-Noël Samyn    |             | PCF         | 664          | 6,62         |             |             |
| 4                    | Florian Benadassi  |             | FN          | 3 156        | 31,48        | 3 271       | 34,02       |
| 4                    | Martine Cofflard   |             | FN          | 3 156        | 31,48        | 3 271       | 34,02       |
|                      |                    |             |             |              |              |             |             |
| Inscrits             | Inscrits           | Inscrits    | Inscrits    | 20 335       | 100,00       | 20 333      | 100,00      |
| Abstentions          | Abstentions        | Abstentions | Abstentions | 9 935        | 48,86        | 10 034      | 49,35       |
| Votants              | Votants            | Votants     | Votants     | 10 400       | 51,14        | 10 299      | 50,65       |
| Blancs               | Blancs             | Blancs      | Blancs      | 266          | 2,56         | 502         | 4,87        |
| Nuls                 | Nuls               | Nuls        | Nuls        | 110          | 1,06         | 183         | 1,78        |
| Exprimés             | Exprimés           | Exprimés    | Exprimés    | 10 024       | 96,38        | 9 614       | 93,35       |
| * conseiller sortant |                    |             |             |              |              |             |             |

### Canton de Châlons-en-Champagne-1
| Candidats            | Candidats             | Partis      | Partis      | Premier tour | Premier tour | Second tour | Second tour |
| Candidats            | Candidats             | Partis      | Partis      | Voix         | %            | Voix        | %           |
| -------------------- | --------------------- | ----------- | ----------- | ------------ | ------------ | ----------- | ----------- |
| 1                    | Thierry Besson        |             | FN          | 2 405        | 30,65        | 3 001       | 40,40       |
| 1                    | Élodie Deniel         |             | FN          | 2 405        | 30,65        | 3 001       | 40,40       |
| 2                    | Ludovic Chassignieux  |             | UMP         | 2 090        | 26,64        |             |             |
| 2                    | Jocelyne Fargère-Joly |             | UMP         | 2 090        | 26,64        |             |             |
| 3                    | Dominique Determ      |             | EÉLV        | 2 525        | 32,18        | 4 428       | 59,60       |
| 3                    | Rudy Namur*           |             | PS          | 2 525        | 32,18        | 4 428       | 59,60       |
| 4                    | Nicole Bourgeois      |             | PCF         | 826          | 10,53        |             |             |
| 4                    | Dominique Vatel       |             | PCF         | 826          | 10,53        |             |             |
|                      |                       |             |             |              |              |             |             |
| Inscrits             | Inscrits              | Inscrits    | Inscrits    | 17 228       | 100,00       | 17 229      | 100,00      |
| Abstentions          | Abstentions           | Abstentions | Abstentions | 9 020        | 52,36        | 8 925       | 51,8        |
| Votants              | Votants               | Votants     | Votants     | 8 208        | 47,64        | 8 304       | 48,2        |
| Blancs               | Blancs                | Blancs      | Blancs      | 244          | 2,97         | 629         | 7,57        |
| Nuls                 | Nuls                  | Nuls        | Nuls        | 118          | 1,44         | 246         | 2,96        |
| Exprimés             | Exprimés              | Exprimés    | Exprimés    | 7 846        | 95,59        | 7 429       | 89,46       |
| * conseiller sortant |                       |             |             |              |              |             |             |

### Canton de Châlons-en-Champagne-2
| Candidats            | Candidats          | Partis      | Partis      | Premier tour | Premier tour | Second tour | Second tour |
| Candidats            | Candidats          | Partis      | Partis      | Voix         | %            | Voix        | %           |
| -------------------- | ------------------ | ----------- | ----------- | ------------ | ------------ | ----------- | ----------- |
| 1                    | Daniel Fontaine    |             | PS          | 1 359        | 17,41        |             |             |
| 1                    | Chantal Niclet     |             | PS          | 1 359        | 17,41        |             |             |
| 2                    | Julien Robert      |             | PCF         | 863          | 11,06        |             |             |
| 2                    | Mercedes Roy       |             | PCF         | 863          | 11,06        |             |             |
| 3                    | Mylène Gouthier    |             | FN          | 2 517        | 32,25        | 2 642       | 36,09       |
| 3                    | Dominique Louis    |             | FN          | 2 517        | 32,25        | 2 642       | 36,09       |
| 4                    | Jean-Louis Devaux* |             | UMP         | 3 066        | 39,28        | 4 679       | 63,91       |
| 4                    | Lise Magnier       |             | UMP         | 3 066        | 39,28        | 4 679       | 63,91       |
|                      |                    |             |             |              |              |             |             |
| Inscrits             | Inscrits           | Inscrits    | Inscrits    | 16 046       | 100,00       | 16 045      | 100,00      |
| Abstentions          | Abstentions        | Abstentions | Abstentions | 7 775        | 48,45        | 7 898       | 49,22       |
| Votants              | Votants            | Votants     | Votants     | 8 271        | 51,55        | 8 147       | 50,78       |
| Blancs               | Blancs             | Blancs      | Blancs      | 297          | 3,59         | 553         | 6,79        |
| Nuls                 | Nuls               | Nuls        | Nuls        | 169          | 2,04         | 273         | 3,35        |
| Exprimés             | Exprimés           | Exprimés    | Exprimés    | 7 805        | 94,37        | 7 321       | 89,86       |
| * conseiller sortant |                    |             |             |              |              |             |             |

### Canton de Châlons-en-Champagne-3
| Candidats   | Candidats             | Partis      | Partis      | Premier tour | Premier tour | Second tour | Second tour |
| Candidats   | Candidats             | Partis      | Partis      | Voix         | %            | Voix        | %           |
| ----------- | --------------------- | ----------- | ----------- | ------------ | ------------ | ----------- | ----------- |
| 1           | Valérie Barrois       |             | FN          | 2 942        | 36,15        | 3 029       | 38,75       |
| 1           | Pascal Erre           |             | FN          | 2 942        | 36,15        | 3 029       | 38,75       |
| 2           | Frédérique Schulthess |             | UDI         | 3 329        | 40,91        | 4 788       | 61,25       |
| 2           | Julien Valentin       |             | UMP         | 3 329        | 40,91        | 4 788       | 61,25       |
| 3           | Maryline Lagler       |             | PCF         | 809          | 9,94         |             |             |
| 3           | Franck Leclère        |             | PCF         | 809          | 9,94         |             |             |
| 4           | Florence Flores       |             | DVG         | 1 058        | 13,00        |             |             |
| 4           | Jean-Pierre Maïda     |             | DVG         | 1 058        | 13,00        |             |             |
|             |                       |             |             |              |              |             |             |
| Inscrits    | Inscrits              | Inscrits    | Inscrits    | 16 821       | 100,00       | 16 820      | 100,00      |
| Abstentions | Abstentions           | Abstentions | Abstentions | 8 217        | 48,85        | 8 150       | 48,45       |
| Votants     | Votants               | Votants     | Votants     | 8 604        | 51,15        | 8 670       | 51,55       |
| Blancs      | Blancs                | Blancs      | Blancs      | 301          | 3,5          | 618         | 7,13        |
| Nuls        | Nuls                  | Nuls        | Nuls        | 165          | 1,92         | 235         | 2,71        |
| Exprimés    | Exprimés              | Exprimés    | Exprimés    | 8 138        | 94,58        | 7 817       | 90,16       |

### Canton de Dormans-Paysages de Champagne
| Candidats            | Candidats         | Partis      | Partis      | Premier tour | Premier tour |
| Candidats            | Candidats         | Partis      | Partis      | Voix         | %            |
| -------------------- | ----------------- | ----------- | ----------- | ------------ | ------------ |
| 1                    | Josiane Chamaux   |             | FN          | 3 452        | 36,29        |
| 1                    | Dominique Klein   |             | FN          | 3 452        | 36,29        |
| 2                    | Francis Millet    |             | PCF         | 1 301        | 13,68        |
| 2                    | Laurence Patis    |             | PCF         | 1 301        | 13,68        |
| 3                    | Christian Bruyen* |             | DVD         | 4 758        | 50,03        |
| 3                    | Françoise Férat*  |             | UDI         | 4 758        | 50,03        |
|                      |                   |             |             |              |              |
| Inscrits             | Inscrits          | Inscrits    | Inscrits    | 18 972       | 100,00       |
| Abstentions          | Abstentions       | Abstentions | Abstentions | 8 983        | 47,35        |
| Votants              | Votants           | Votants     | Votants     | 9 989        | 52,65        |
| Blancs               | Blancs            | Blancs      | Blancs      | 332          | 3,32         |
| Nuls                 | Nuls              | Nuls        | Nuls        | 146          | 1,46         |
| Exprimés             | Exprimés          | Exprimés    | Exprimés    | 9 511        | 95,21        |
| * conseiller sortant |                   |             |             |              |              |

### Canton d'Épernay-1
| Candidats            | Candidats                | Partis      | Partis      | Premier tour | Premier tour | Second tour | Second tour |
| Candidats            | Candidats                | Partis      | Partis      | Voix         | %            | Voix        | %           |
| -------------------- | ------------------------ | ----------- | ----------- | ------------ | ------------ | ----------- | ----------- |
| 1                    | Sébastien Durançois      |             | FN          | 2 767        | 30,49        | 2 841       | 30,07       |
| 1                    | Cindy Godart             |             | FN          | 2 767        | 30,49        | 2 841       | 30,07       |
| 2                    | Pierre Martinet          |             | PCF         | 1 118        | 12,32        |             |             |
| 2                    | Hélène Perrein           |             | PCF         | 1 118        | 12,32        |             |             |
| 3                    | Barbara Naveau           |             | DVD         | 2 586        | 28,50        | 3 010       | 31,86       |
| 3                    | Jonathan Rodrigues       |             | UDI         | 2 586        | 28,50        | 3 010       | 31,86       |
| 4                    | Marie-Christine Bression |             | PS          | 2 604        | 28,69        | 3 597       | 38,07       |
| 4                    | Dominique Leveque*       |             | PS          | 2 604        | 28,69        | 3 597       | 38,07       |
|                      |                          |             |             |              |              |             |             |
| Inscrits             | Inscrits                 | Inscrits    | Inscrits    | 19 120       | 100,00       | 19 114      | 100,00      |
| Abstentions          | Abstentions              | Abstentions | Abstentions | 9 649        | 50,47        | 9 324       | 48,78       |
| Votants              | Votants                  | Votants     | Votants     | 9 471        | 49,53        | 9 790       | 51,22       |
| Blancs               | Blancs                   | Blancs      | Blancs      | 306          | 3,23         | 287         | 2,93        |
| Nuls                 | Nuls                     | Nuls        | Nuls        | 90           | 0,95         | 55          | 0,56        |
| Exprimés             | Exprimés                 | Exprimés    | Exprimés    | 9 075        | 95,82        | 9 448       | 96,51       |
| * conseiller sortant |                          |             |             |              |              |             |             |

### Canton d'Épernay-2
| Candidats            | Candidats             | Partis      | Partis      | Premier tour | Premier tour | Second tour | Second tour |
| Candidats            | Candidats             | Partis      | Partis      | Voix         | %            | Voix        | %           |
| -------------------- | --------------------- | ----------- | ----------- | ------------ | ------------ | ----------- | ----------- |
| 1                    | Benoît Moittié*       |             | UMP         | 3 462        | 41,43        | 4 899       | 62,58       |
| 1                    | Sophie Signolle-Gonet |             | UMP         | 3 462        | 41,43        | 4 899       | 62,58       |
| 2                    | Valérie Chopin        |             | PCF         | 629          | 7,53         |             |             |
| 2                    | Stéphane Willemarck   |             | PCF         | 629          | 7,53         |             |             |
| 3                    | Jean Paul Angers      |             | PRG         | 1 517        | 18,15        |             |             |
| 3                    | Maud Rothmann         |             | PS          | 1 517        | 18,15        |             |             |
| 4                    | Chantal Clément       |             | FN          | 2 749        | 32,89        | 2 929       | 37,42       |
| 4                    | Cédric Demange        |             | FN          | 2 749        | 32,89        | 2 929       | 37,42       |
|                      |                       |             |             |              |              |             |             |
| Inscrits             | Inscrits              | Inscrits    | Inscrits    | 18 707       | 100,00       | 18 705      | 100,00      |
| Abstentions          | Abstentions           | Abstentions | Abstentions | 9 875        | 52,79        | 10 087      | 53,93       |
| Votants              | Votants               | Votants     | Votants     | 8 832        | 47,21        | 8 618       | 46,07       |
| Blancs               | Blancs                | Blancs      | Blancs      | 400          | 4,53         | 651         | 7,55        |
| Nuls                 | Nuls                  | Nuls        | Nuls        | 75           | 0,85         | 139         | 1,61        |
| Exprimés             | Exprimés              | Exprimés    | Exprimés    | 8 357        | 94,62        | 7 828       | 90,83       |
| * conseiller sortant |                       |             |             |              |              |             |             |

### Canton de Fismes-Montagne de Reims
| Candidats            | Candidats          | Partis      | Partis      | Premier tour | Premier tour | Second tour | Second tour |
| Candidats            | Candidats          | Partis      | Partis      | Voix         | %            | Voix        | %           |
| -------------------- | ------------------ | ----------- | ----------- | ------------ | ------------ | ----------- | ----------- |
| 1                    | Cécile Conreau     |             | UMP         | 4 149        | 41,52        | 4 745       | 45,71       |
| 1                    | Philippe Salmon    |             | UMP         | 4 149        | 41,52        | 4 745       | 45,71       |
| 2                    | Sylvette Jung      |             | PS          | 3 023        | 30,25        | 2 989       | 28,80       |
| 2                    | Jean-Pierre Pinon* |             | PS          | 3 023        | 30,25        | 2 989       | 28,80       |
| 3                    | Martine Dupont     |             | FN          | 2 820        | 28,22        | 2 646       | 25,49       |
| 3                    | Didier Mutlet      |             | FN          | 2 820        | 28,22        | 2 646       | 25,49       |
|                      |                    |             |             |              |              |             |             |
| Inscrits             | Inscrits           | Inscrits    | Inscrits    | 20 289       | 100,00       | 20 281      | 100,00      |
| Abstentions          | Abstentions        | Abstentions | Abstentions | 9 823        | 48,42        | 9 576       | 47,22       |
| Votants              | Votants            | Votants     | Votants     | 10 466       | 51,58        | 10 705      | 52,78       |
| Blancs               | Blancs             | Blancs      | Blancs      | 352          | 3,36         | 208         | 1,94        |
| Nuls                 | Nuls               | Nuls        | Nuls        | 122          | 1,17         | 117         | 1,09        |
| Exprimés             | Exprimés           | Exprimés    | Exprimés    | 9 992        | 95,47        | 10 380      | 96,96       |
| * conseiller sortant |                    |             |             |              |              |             |             |

### Canton de Mourmelon-Vesle et Monts de Champagne
| Candidats            | Candidats               | Partis      | Partis      | Premier tour | Premier tour | Second tour | Second tour |
| Candidats            | Candidats               | Partis      | Partis      | Voix         | %            | Voix        | %           |
| -------------------- | ----------------------- | ----------- | ----------- | ------------ | ------------ | ----------- | ----------- |
| 1                    | Jean-Louis Picot        |             | FN          | 2 706        | 32,34        | 2 929       | 37,55       |
| 1                    | Jacqueline Visbecq      |             | FN          | 2 706        | 32,34        | 2 929       | 37,55       |
| 2                    | Valérie Chaumet         |             | DVD         | 1 927        | 23,03        |             |             |
| 2                    | Alain Toullec*          |             | DVD         | 1 927        | 23,03        |             |             |
| 3                    | Damien Girard           |             | DVG         | 1 359        | 16,24        |             |             |
| 3                    | Sandra Morinet          |             | DVG         | 1 359        | 16,24        |             |             |
| 4                    | Sylvie Gérard-Maizières |             | UMP         | 2 376        | 28,39        | 4 872       | 62,45       |
| 4                    | Alphonse Schwein*       |             | PCD         | 2 376        | 28,39        | 4 872       | 62,45       |
|                      |                         |             |             |              |              |             |             |
| Inscrits             | Inscrits                | Inscrits    | Inscrits    | 17 347       | 100,00       | 17 348      | 100,00      |
| Abstentions          | Abstentions             | Abstentions | Abstentions | 8 605        | 49,61        | 8 828       | 50,89       |
| Votants              | Votants                 | Votants     | Votants     | 8 742        | 50,39        | 8 520       | 49,11       |
| Blancs               | Blancs                  | Blancs      | Blancs      | 267          | 3,05         | 533         | 6,26        |
| Nuls                 | Nuls                    | Nuls        | Nuls        | 107          | 1,22         | 186         | 2,18        |
| Exprimés             | Exprimés                | Exprimés    | Exprimés    | 8 368        | 95,72        | 7 801       | 91,56       |
| * conseiller sortant |                         |             |             |              |              |             |             |

### Canton de Reims-1
| Candidats   | Candidats         | Partis      | Partis      | Premier tour | Premier tour | Second tour | Second tour |
| Candidats   | Candidats         | Partis      | Partis      | Voix         | %            | Voix        | %           |
| ----------- | ----------------- | ----------- | ----------- | ------------ | ------------ | ----------- | ----------- |
| 1           | Claudine Escoute  |             | EÉLV        | 667          | 9,31         |             |             |
| 1           | Raymond Joannesse |             | EÉLV        | 667          | 9,31         |             |             |
| 2           | Stéphane Lang     |             | UMP         | 3 669        | 51,24        | 4 442       | 66,92       |
| 2           | Stéfana Vuibert   |             | UMP         | 3 669        | 51,24        | 4 442       | 66,92       |
| 3           | Jean-Pierre Catté |             | FN          | 1 164        | 16,25        |             |             |
| 3           | Séverina Chazerie |             | FN          | 1 164        | 16,25        |             |             |
| 4           | Jacques Cohen     |             | PS          | 1 661        | 23,20        | 2 196       | 33,08       |
| 4           | Imane Maniani     |             | PS          | 1 661        | 23,20        | 2 196       | 33,08       |
|             |                   |             |             |              |              |             |             |
| Inscrits    | Inscrits          | Inscrits    | Inscrits    | 15 066       | 100,00       | 15 066      | 100,00      |
| Abstentions | Abstentions       | Abstentions | Abstentions | 7 615        | 50,54        | 7 962       | 52,85       |
| Votants     | Votants           | Votants     | Votants     | 7 451        | 49,46        | 7 104       | 47,15       |
| Blancs      | Blancs            | Blancs      | Blancs      | 172          | 2,31         | 316         | 4,45        |
| Nuls        | Nuls              | Nuls        | Nuls        | 118          | 1,58         | 150         | 2,11        |
| Exprimés    | Exprimés          | Exprimés    | Exprimés    | 7 161        | 96,11        | 6 638       | 93,44       |

### Canton de Reims-2
| Candidats   | Candidats             | Partis      | Partis      | Premier tour | Premier tour | Second tour | Second tour |
| Candidats   | Candidats             | Partis      | Partis      | Voix         | %            | Voix        | %           |
| ----------- | --------------------- | ----------- | ----------- | ------------ | ------------ | ----------- | ----------- |
| 1           | Charlène Carré        |             | FN          | 1 669        | 35,85        | 2 009       | 45,01       |
| 1           | Dominique Godbillion  |             | FN          | 1 669        | 35,85        | 2 009       | 45,01       |
| 2           | Christine Franzin     |             | UMP         | 1 081        | 23,22        |             |             |
| 2           | Laurent Marchwant     |             | UMP         | 1 081        | 23,22        |             |             |
| 3           | Gilles Herbillon      |             | PCF         | 465          | 9,99         |             |             |
| 3           | Martine Seguin        |             | PCF         | 465          | 9,99         |             |             |
| 4           | Fannie Bravard        |             | EÉLV        | 333          | 7,15         |             |             |
| 4           | Antoine Prieur        |             | EÉLV        | 333          | 7,15         |             |             |
| 5           | Hadhoum Belaredj-Tunc |             | PS          | 1 107        | 23,78        | 2 454       | 54,99       |
| 5           | Christian Bondza      |             | PS          | 1 107        | 23,78        | 2 454       | 54,99       |
|             |                       |             |             |              |              |             |             |
| Inscrits    | Inscrits              | Inscrits    | Inscrits    | 11 897       | 100,00       | 11 897      | 100,00      |
| Abstentions | Abstentions           | Abstentions | Abstentions | 7 086        | 59,56        | 6 997       | 58,81       |
| Votants     | Votants               | Votants     | Votants     | 4 811        | 40,44        | 4 900       | 41,19       |
| Blancs      | Blancs                | Blancs      | Blancs      | 102          | 2,12         | 314         | 6,41        |
| Nuls        | Nuls                  | Nuls        | Nuls        | 54           | 1,12         | 123         | 2,51        |
| Exprimés    | Exprimés              | Exprimés    | Exprimés    | 4 655        | 96,76        | 4 463       | 91,08       |

### Canton de Reims-3
| Candidats   | Candidats           | Partis      | Partis      | Premier tour | Premier tour | Second tour | Second tour |
| Candidats   | Candidats           | Partis      | Partis      | Voix         | %            | Voix        | %           |
| ----------- | ------------------- | ----------- | ----------- | ------------ | ------------ | ----------- | ----------- |
| 1           | Bertrand Duc        |             | UMP         | 1 209        | 30,01        |             |             |
| 1           | Fatima El Haoussine |             | UMP         | 1 209        | 30,01        |             |             |
| 2           | Zara Pince          |             | PS          | 1 431        | 35,52        | 2 300       | 57,85       |
| 2           | Albain Tchignoumba  |             | PS          | 1 431        | 35,52        | 2 300       | 57,85       |
| 3           | Boris Chanot        |             | FN          | 1 389        | 34,48        | 1 676       | 42,15       |
| 3           | Fabienne Hernot     |             | FN          | 1 389        | 34,48        | 1 676       | 42,15       |
|             |                     |             |             |              |              |             |             |
| Inscrits    | Inscrits            | Inscrits    | Inscrits    | 11 496       | 100,00       | 11 496      | 100,00      |
| Abstentions | Abstentions         | Abstentions | Abstentions | 7 222        | 62,82        | 7 124       | 61,97       |
| Votants     | Votants             | Votants     | Votants     | 4 274        | 37,18        | 4 372       | 38,03       |
| Blancs      | Blancs              | Blancs      | Blancs      | 151          | 3,53         | 306         | 7           |
| Nuls        | Nuls                | Nuls        | Nuls        | 94           | 2,2          | 90          | 2,06        |
| Exprimés    | Exprimés            | Exprimés    | Exprimés    | 4 029        | 94,27        | 3 976       | 90,94       |

### Canton de Reims-4
| Candidats            | Candidats            | Partis      | Partis      | Premier tour | Premier tour | Second tour | Second tour |
| Candidats            | Candidats            | Partis      | Partis      | Voix         | %            | Voix        | %           |
| -------------------- | -------------------- | ----------- | ----------- | ------------ | ------------ | ----------- | ----------- |
| 1                    | Aline Marguiller     |             | PCF         | 475          | 6,43         |             |             |
| 1                    | James Pelle          |             | PCF         | 475          | 6,43         |             |             |
| 2                    | Marthe Beaubouchez   |             | FN          | 1 724        | 23,34        | 1 668       | 24,32       |
| 2                    | Serge Toscanelli     |             | FN          | 1 724        | 23,34        | 1 668       | 24,32       |
| 3                    | Gilbert Baraban      |             | PS          | 1 355        | 18,35        |             |             |
| 3                    | Laurence Delvincourt |             | PS          | 1 355        | 18,35        |             |             |
| 4                    | Kim Duntze           |             | UMP         | 3 832        | 51,88        | 5 191       | 75,68       |
| 4                    | Jean-Pierre Fortuné* |             | UMP         | 3 832        | 51,88        | 5 191       | 75,68       |
|                      |                      |             |             |              |              |             |             |
| Inscrits             | Inscrits             | Inscrits    | Inscrits    | 16 499       | 100,00       | 16 499      | 100,00      |
| Abstentions          | Abstentions          | Abstentions | Abstentions | 8 674        | 52,57        | 9 090       | 55,09       |
| Votants              | Votants              | Votants     | Votants     | 7 825        | 47,43        | 7 409       | 44,91       |
| Blancs               | Blancs               | Blancs      | Blancs      | 136          | 1,74         | 354         | 4,78        |
| Nuls                 | Nuls                 | Nuls        | Nuls        | 303          | 3,87         | 196         | 2,65        |
| Exprimés             | Exprimés             | Exprimés    | Exprimés    | 7 386        | 94,39        | 6 859       | 92,58       |
| * conseiller sortant |                      |             |             |              |              |             |             |

### Canton de Reims-5
| Candidats            | Candidats            | Partis      | Partis      | Premier tour | Premier tour | Second tour | Second tour |
| Candidats            | Candidats            | Partis      | Partis      | Voix         | %            | Voix        | %           |
| -------------------- | -------------------- | ----------- | ----------- | ------------ | ------------ | ----------- | ----------- |
| 1                    | Raphaël Blanchard    |             | UMP         | 1 844        | 26,66        | 3 659       | 58,82       |
| 1                    | Amélie Savart        |             | UMP         | 1 844        | 26,66        | 3 659       | 58,82       |
| 2                    | Corinne Berriot      |             | EÉLV        | 940          | 13,59        |             |             |
| 2                    | Serge Escoute        |             | EÉLV        | 940          | 13,59        |             |             |
| 3                    | Sabrina Ghallal*     |             | DVG         | 1 785        | 25,81        |             |             |
| 3                    | Alain Lescouet*      |             | DVG         | 1 785        | 25,81        |             |             |
| 4                    | Élisabeth de Lavedan |             | FN          | 2 347        | 33,94        | 2 562       | 41,18       |
| 4                    | Jean-Claude Philipot |             | FN          | 2 347        | 33,94        | 2 562       | 41,18       |
|                      |                      |             |             |              |              |             |             |
| Inscrits             | Inscrits             | Inscrits    | Inscrits    | 15 930       | 100,00       | 15 928      | 100,00      |
| Abstentions          | Abstentions          | Abstentions | Abstentions | 8 709        | 54,67        | 8 899       | 55,87       |
| Votants              | Votants              | Votants     | Votants     | 7 221        | 45,33        | 7 029       | 44,13       |
| Blancs               | Blancs               | Blancs      | Blancs      | 190          | 2,63         | 587         | 8,35        |
| Nuls                 | Nuls                 | Nuls        | Nuls        | 115          | 1,59         | 221         | 3,14        |
| Exprimés             | Exprimés             | Exprimés    | Exprimés    | 6 916        | 95,78        | 6 221       | 88,5        |
| * conseiller sortant |                      |             |             |              |              |             |             |

### Canton de Reims-6
| Candidats   | Candidats            | Partis      | Partis      | Premier tour | Premier tour | Second tour | Second tour |
| Candidats   | Candidats            | Partis      | Partis      | Voix         | %            | Voix        | %           |
| ----------- | -------------------- | ----------- | ----------- | ------------ | ------------ | ----------- | ----------- |
| 1           | Stéphane Joly        |             | EÉLV        | 500          | 8,06         |             |             |
| 1           | Mireille Wojnarowski |             | EÉLV        | 500          | 8,06         |             |             |
| 2           | Cédric Lattuada      |             | PCF         | 469          | 7,56         |             |             |
| 2           | Francine Quique      |             | PCF         | 469          | 7,56         |             |             |
| 3           | Guillaume Bureau     |             | FN          | 1 880        | 30,31        | 1 954       | 34,72       |
| 3           | Audrey Puireux       |             | FN          | 1 880        | 30,31        | 1 954       | 34,72       |
| 4           | Mario Rossi          |             | UDI         | 1 977        | 31,88        | 3 674       | 65,28       |
| 4           | Marie Simon Depaquy  |             | UDI         | 1 977        | 31,88        | 3 674       | 65,28       |
| 5           | Gaëlle Gayet         |             | PS          | 1 376        | 22,19        |             |             |
| 5           | Damien Landini       |             | PS          | 1 376        | 22,19        |             |             |
|             |                      |             |             |              |              |             |             |
| Inscrits    | Inscrits             | Inscrits    | Inscrits    | 14 357       | 100,00       | 14 361      | 100,00      |
| Abstentions | Abstentions          | Abstentions | Abstentions | 7 942        | 55,32        | 8 172       | 56,9        |
| Votants     | Votants              | Votants     | Votants     | 6 415        | 44,68        | 6 189       | 43,1        |
| Blancs      | Blancs               | Blancs      | Blancs      | 138          | 2,15         | 429         | 6,93        |
| Nuls        | Nuls                 | Nuls        | Nuls        | 75           | 1,17         | 132         | 2,13        |
| Exprimés    | Exprimés             | Exprimés    | Exprimés    | 6 202        | 96,68        | 5 628       | 90,94       |

### Canton de Reims-7
| Candidats   | Candidats              | Partis      | Partis      | Premier tour | Premier tour | Second tour | Second tour |
| Candidats   | Candidats              | Partis      | Partis      | Voix         | %            | Voix        | %           |
| ----------- | ---------------------- | ----------- | ----------- | ------------ | ------------ | ----------- | ----------- |
| 1           | Benoît Delière         |             | EÉLV        | 500          | 7,81         |             |             |
| 1           | Marie-Françoise Millet |             | EÉLV        | 500          | 7,81         |             |             |
| 2           | Laure Miller           |             | UMP         | 1 972        | 30,8         | 3 791       | 65,96       |
| 2           | Vincent Verstraete     |             | UDI         | 1 972        | 30,8         | 3 791       | 65,96       |
| 3           | Mustapha Halloumi      |             | PCF         | 522          | 8,15         |             |             |
| 3           | Stéphanie Vacheresse   |             | PCF         | 522          | 8,15         |             |             |
| 4           | Patricia Coradel       |             | PS          | 1 497        | 23,38        |             |             |
| 4           | Olivier Nostry         |             | PS          | 1 497        | 23,38        |             |             |
| 5           | Christelle Jacquemin   |             | FN          | 1 911        | 29,85        | 1 956       | 34,04       |
| 5           | Fabrice Mathieu        |             | FN          | 1 911        | 29,85        | 1 956       | 34,04       |
|             |                        |             |             |              |              |             |             |
| Inscrits    | Inscrits               | Inscrits    | Inscrits    | 15 542       | 100,00       | 15 542      | 100,00      |
| Abstentions | Abstentions            | Abstentions | Abstentions | 8 902        | 57,28        | 9 122       | 58,69       |
| Votants     | Votants                | Votants     | Votants     | 6 640        | 42,72        | 6 420       | 41,31       |
| Blancs      | Blancs                 | Blancs      | Blancs      | 157          | 2,36         | 436         | 6,79        |
| Nuls        | Nuls                   | Nuls        | Nuls        | 81           | 1,22         | 237         | 3,69        |
| Exprimés    | Exprimés               | Exprimés    | Exprimés    | 6 402        | 96,42        | 5 747       | 89,52       |

### Canton de Reims-8
| Candidats            | Candidats           | Partis      | Partis      | Premier tour | Premier tour | Second tour | Second tour |
| Candidats            | Candidats           | Partis      | Partis      | Voix         | %            | Voix        | %           |
| -------------------- | ------------------- | ----------- | ----------- | ------------ | ------------ | ----------- | ----------- |
| 1                    | Patrick Bedek       |             | UMP         | 2 059        | 27,92        | 2 365       | 31,58       |
| 1                    | Sylvie Thourault    |             | UMP         | 2 059        | 27,92        | 2 365       | 31,58       |
| 2                    | Claudine Escanes    |             | PCF         | 599          | 8,12         |             |             |
| 2                    | Francis Guérin      |             | PCF         | 599          | 8,12         |             |             |
| 3                    | Marie-Noëlle Gabet  |             | PS          | 2 703        | 36,66        | 3 240       | 43,27       |
| 3                    | Jean Marx*          |             | PS          | 2 703        | 36,66        | 3 240       | 43,27       |
| 4                    | Michelle Larrère    |             | FN          | 2 013        | 27,30        | 1 883       | 25,15       |
| 4                    | Antoine Lozano Rios |             | FN          | 2 013        | 27,30        | 1 883       | 25,15       |
|                      |                     |             |             |              |              |             |             |
| Inscrits             | Inscrits            | Inscrits    | Inscrits    | 15 173       | 100,00       | 15 173      | 100,00      |
| Abstentions          | Abstentions         | Abstentions | Abstentions | 7 520        | 49,56        | 7 456       | 49,14       |
| Votants              | Votants             | Votants     | Votants     | 7 653        | 50,44        | 7 717       | 50,86       |
| Blancs               | Blancs              | Blancs      | Blancs      | 162          | 2,12         | 138         | 1,79        |
| Nuls                 | Nuls                | Nuls        | Nuls        | 117          | 1,53         | 91          | 1,18        |
| Exprimés             | Exprimés            | Exprimés    | Exprimés    | 7 374        | 96,35        | 7 488       | 97,03       |
| * conseiller sortant |                     |             |             |              |              |             |             |

### Canton de Reims-9
| Candidats            | Candidats            | Partis      | Partis      | Premier tour | Premier tour | Second tour | Second tour |
| Candidats            | Candidats            | Partis      | Partis      | Voix         | %            | Voix        | %           |
| -------------------- | -------------------- | ----------- | ----------- | ------------ | ------------ | ----------- | ----------- |
| 1                    | Thierry David        |             | EÉLV        | 481          | 8,49         |             |             |
| 1                    | Patricia Grain       |             | EÉLV        | 481          | 8,49         |             |             |
| 2                    | Marie-Thérèse Picot  |             | UMP         | 1 801        | 31,78        | 3 298       | 64,74       |
| 2                    | Jean-Marc Roze       |             | UMP         | 1 801        | 31,78        | 3 298       | 64,74       |
| 3                    | Aline Bednarek       |             | PCF         | 390          | 6,88         |             |             |
| 3                    | Maximilien Thuillier |             | PCF         | 390          | 6,88         |             |             |
| 4                    | Yannick Martin       |             | FN          | 1 674        | 29,54        | 1 796       | 35,26       |
| 4                    | Roger Paris          |             | FN          | 1 674        | 29,54        | 1 796       | 35,26       |
| 5                    | Marianne Camprasse   |             | PS          | 1 321        | 23,31        |             |             |
| 5                    | Alexandre Tunc*      |             | PS          | 1 321        | 23,31        |             |             |
|                      |                      |             |             |              |              |             |             |
| Inscrits             | Inscrits             | Inscrits    | Inscrits    | 13 211       | 100,00       | 13 211      | 100,00      |
| Abstentions          | Abstentions          | Abstentions | Abstentions | 7 309        | 55,33        | 7 508       | 56,83       |
| Votants              | Votants              | Votants     | Votants     | 5 902        | 44,67        | 5 703       | 43,17       |
| Blancs               | Blancs               | Blancs      | Blancs      | 160          | 2,71         | 438         | 7,68        |
| Nuls                 | Nuls                 | Nuls        | Nuls        | 75           | 1,27         | 171         | 3           |
| Exprimés             | Exprimés             | Exprimés    | Exprimés    | 5 667        | 96,02        | 5 094       | 89,32       |
| * conseiller sortant |                      |             |             |              |              |             |             |

### Canton de Sermaize-les-Bains
| Candidats            | Candidats           | Partis      | Partis      | Premier tour | Premier tour | Second tour | Second tour |
| Candidats            | Candidats           | Partis      | Partis      | Voix         | %            | Voix        | %           |
| -------------------- | ------------------- | ----------- | ----------- | ------------ | ------------ | ----------- | ----------- |
| 1                    | Charles de Courson* |             | UDI         | 3 849        | 46,35        | 4 835       | 58,86       |
| 1                    | Florence Loiselet   |             | DVD         | 3 849        | 46,35        | 4 835       | 58,86       |
| 2                    | Laurent Bouquet     |             | PS          | 1 236        | 14,88        |             |             |
| 2                    | Anna Réolon         |             | PS          | 1 236        | 14,88        |             |             |
| 3                    | Ludwig Montet       |             | FN          | 3 220        | 38,77        | 3 379       | 41,14       |
| 3                    | Colette Pernet      |             | FN          | 3 220        | 38,77        | 3 379       | 41,14       |
|                      |                     |             |             |              |              |             |             |
| Inscrits             | Inscrits            | Inscrits    | Inscrits    | 16 412       | 100,00       | 16 411      | 100,00      |
| Abstentions          | Abstentions         | Abstentions | Abstentions | 7 699        | 46,91        | 7 681       | 46,8        |
| Votants              | Votants             | Votants     | Votants     | 8 713        | 53,09        | 8 730       | 53,2        |
| Blancs               | Blancs              | Blancs      | Blancs      | 275          | 3,16         | 361         | 4,14        |
| Nuls                 | Nuls                | Nuls        | Nuls        | 133          | 1,53         | 155         | 1,78        |
| Exprimés             | Exprimés            | Exprimés    | Exprimés    | 8 305        | 95,32        | 8 214       | 94,09       |
| * conseiller sortant |                     |             |             |              |              |             |             |

### Canton de Sézanne-Brie et Champagne
| Candidats            | Candidats          | Partis      | Partis      | Premier tour | Premier tour | Second tour | Second tour |
| Candidats            | Candidats          | Partis      | Partis      | Voix         | %            | Voix        | %           |
| -------------------- | ------------------ | ----------- | ----------- | ------------ | ------------ | ----------- | ----------- |
| 1                    | Johnny Brasseur    |             | FN          | 2 993        | 36,88        | 2 972       | 37,38       |
| 1                    | Sandrine Vignot    |             | FN          | 2 993        | 36,88        | 2 972       | 37,38       |
| 2                    | Catherine Collin   |             | PCF         | 1 053        | 12,98        |             |             |
| 2                    | Jean-Marie Vivenot |             | PCF         | 1 053        | 12,98        |             |             |
| 3                    | Danielle Berat     |             | UMP         | 4 069        | 50,14        | 4 978       | 62,62       |
| 3                    | René-Paul Savary*  |             | UMP         | 4 069        | 50,14        | 4 978       | 62,62       |
|                      |                    |             |             |              |              |             |             |
| Inscrits             | Inscrits           | Inscrits    | Inscrits    | 16 691       | 100,00       | 16 688      | 100,00      |
| Abstentions          | Abstentions        | Abstentions | Abstentions | 8 127        | 48,69        | 8 143       | 48,8        |
| Votants              | Votants            | Votants     | Votants     | 8 564        | 51,31        | 8 545       | 51,2        |
| Blancs               | Blancs             | Blancs      | Blancs      | 308          | 3,6          | 437         | 5,11        |
| Nuls                 | Nuls               | Nuls        | Nuls        | 141          | 1,65         | 158         | 1,85        |
| Exprimés             | Exprimés           | Exprimés    | Exprimés    | 8 115        | 94,76        | 7 950       | 93,04       |
| * conseiller sortant |                    |             |             |              |              |             |             |

### Canton de Vertus-Plaine Champenoise
| Candidats            | Candidats          | Partis      | Partis      | Premier tour | Premier tour | Second tour | Second tour |
| Candidats            | Candidats          | Partis      | Partis      | Voix         | %            | Voix        | %           |
| -------------------- | ------------------ | ----------- | ----------- | ------------ | ------------ | ----------- | ----------- |
| 1                    | Pascal Lorin       |             | FN          | 3 458        | 38,83        | 3 682       | 42,07       |
| 1                    | Céline Stephan     |             | FN          | 3 458        | 38,83        | 3 682       | 42,07       |
| 2                    | Serge Iseli        |             | PCF         | 932          | 10,47        |             |             |
| 2                    | Corinne Poussin    |             | PCF         | 932          | 10,47        |             |             |
| 3                    | Annie Coulon       |             | UDI         | 2 737        | 30,74        | 5 070       | 57,93       |
| 3                    | Pascal Desautels*  |             | UDI         | 2 737        | 30,74        | 5 070       | 57,93       |
| 4                    | Bernard Champion   |             | UMP         | 1 778        | 19,97        |             |             |
| 4                    | Pascaline Levesque |             | UMP         | 1 778        | 19,97        |             |             |
|                      |                    |             |             |              |              |             |             |
| Inscrits             | Inscrits           | Inscrits    | Inscrits    | 17 452       | 100,00       | 17 457      | 100,00      |
| Abstentions          | Abstentions        | Abstentions | Abstentions | 8 078        | 46,29        | 8 091       | 46,35       |
| Votants              | Votants            | Votants     | Votants     | 9 374        | 53,71        | 9 366       | 53,65       |
| Blancs               | Blancs             | Blancs      | Blancs      | 297          | 3,17         | 407         | 4,35        |
| Nuls                 | Nuls               | Nuls        | Nuls        | 172          | 1,83         | 207         | 2,21        |
| Exprimés             | Exprimés           | Exprimés    | Exprimés    | 8 905        | 95           | 8 752       | 93,44       |
| * conseiller sortant |                    |             |             |              |              |             |             |

### Canton de Vitry-le-François-Champagne et Der
| Candidats            | Candidats             | Partis      | Partis      | Premier tour | Premier tour | Second tour | Second tour |
| Candidats            | Candidats             | Partis      | Partis      | Voix         | %            | Voix        | %           |
| -------------------- | --------------------- | ----------- | ----------- | ------------ | ------------ | ----------- | ----------- |
| 1                    | Michel Beneton        |             | FN          | 3 107        | 37,27        | 3 159       | 34,78       |
| 1                    | Édith Erre            |             | FN          | 3 107        | 37,27        | 3 159       | 34,78       |
| 2                    | Thibaut Duchêne       |             | UMP         | 2 392        | 28,69        | 2 907       | 32,00       |
| 2                    | Isabelle Pestre       |             | UMP         | 2 392        | 28,69        | 2 907       | 32,00       |
| 3                    | Mariane Doremus*      |             | PS          | 2 399        | 28,78        | 3 017       | 33,22       |
| 3                    | Thierry Mouton*       |             | PS          | 2 399        | 28,78        | 3 017       | 33,22       |
| 4                    | Caroline Gillotin     |             | PCF         | 438          | 5,25         |             |             |
| 4                    | Jean-Jacques Poignant |             | PCF         | 438          | 5,25         |             |             |
|                      |                       |             |             |              |              |             |             |
| Inscrits             | Inscrits              | Inscrits    | Inscrits    | 17 719       | 100,00       | 17 739      | 100,00      |
| Abstentions          | Abstentions           | Abstentions | Abstentions | 8 985        | 50,71        | 8 338       | 47          |
| Votants              | Votants               | Votants     | Votants     | 8 734        | 49,29        | 9 401       | 53          |
| Blancs               | Blancs                | Blancs      | Blancs      | 271          | 3,1          | 205         | 2,18        |
| Nuls                 | Nuls                  | Nuls        | Nuls        | 127          | 1,45         | 113         | 1,2         |
| Exprimés             | Exprimés              | Exprimés    | Exprimés    | 8 336        | 95,44        | 9 083       | 96,62       |
| * conseiller sortant |                       |             |             |              |              |             |             |